# Celsinho
Celso Luís Honorato Júnior, mais conhecido como Celsinho (Americana, 25 de agosto de 1988), é um futebolista brasileiro que atua como meia e atacante. Atualmente joga pelo Paranoá.

## Carreira

### Início
Começou a carreira na Portuguesa. Muito jovem o jogador já se destacava e viveu o importante momento da carreira após defender a seleção brasileira Sub-17 no campeonato mundial e no campeonato sul-americano sub-17 no ano de 2005, em uma equipe com outros nomes talentosos como o meio-campo Renato Augusto, atualmente no Corinthians, e Marcelo, hoje no Real Madrid.

### Lokomotiv
Aos 17 anos foi contratado pelo Lokomotiv em janeiro de 2006. Alguns clubes, dentre eles, Cruzeiro, São Paulo, Porto e Manchester United mostraram interesse na contratação de Celsinho, mas optando pela melhor proposta financeira, preferiu o Lokomotiv. Na Rússia, formou-se em medicina.

### Sporting e Estrela da Amadora
No dia 19 de agosto de 2007 transferiu-se para o Sporting. Foi emprestado ao Estrela da Amadora para a disputa da temporada 2008/2009, porém sua passagem por Portugal ficou manchada pelas frequentes noitadas e falta de profissionalismo do atleta.

### Portuguesa
Após ser sondado por clubes do Brasil depois de ter mostrado interesse em voltar, o jogador chegou a realizar exames médicos no Botafogo e quase acertou seu empréstimo para o clube carioca, porém o alvinegro desistiu da contratação do jogador alegando não chegar a um acordo financeiro. No entanto, o real motivo para a não-concretização do acerto com o jogador foi sua forma física que estaria longe da ideal. Após negociar ainda com Santos e Sport, o Náutico chegou a um acordo financeiro com o jogador, porém mais uma vez foi reprovado nos testes físicos.
No dia 7 de janeiro de 2010, assinou com a Portuguesa, voltando ao clube que o lançou no futebol. No dia 31 de agosto de 2010 regressa ao Sporting.

### Târgu Mureș e Londrina
Acertou com o Târgu Mureș em 2011. E em 2012, Celsinho acerta com o Londrina.

### Fortaleza
No ano de 2013, vai para o Fortaleza por empréstimo, mas após atuar apenas uma partida, retornou ao Londrina.

### Figueirense
Após discussões com o presidente do Londrina, Sérgio Malucelli, Celsinho quase foi dispensado do clube. No entanto teve seu contrato renovado até o fim de 2017 e cedido posteriormente ao Figueirense, por empréstimo até o fim de 2015 para a disputa do Campeonato Brasileiro da primeira divisão.

### Paysandu
Em 2016, Celsinho foi emprestado para o Paysandu após deixar o Figueirense e teve uma das melhores temporadas de sua carreira como jogador.

### Londrina
Celsinho voltou para o Londrina em 2017 após várias polêmicas, começou sendo questionado pela torcida, mas aos poucos foi reconquistando o espaço. Em Novembro foi anunciado que Sérgio Malucelli rompeu o contrato do meia devido a baixa produtividade e factores extra-campo.

### São Bento
Poucas semanas após deixar o Londrina, Celsinho foi apresentado como novo reforço do São Bento, para a disputa do Campeonato Paulista e Série B 2018.

### Retorno ao Londrina
Celsinho em 28 de outubro de 2020 acerta o retorno para o Londrina para a continuação do Campeonato Brasileiro da Série C e para as competições que seriam equivalentes para o ano de 2021.
"Eu tenho uma história no clube que foi muito marcante, não só profissional como pessoal. É muito gratificante retornar, reencontrar as pessoas que sempre me fizeram bem. Estou muito feliz, muito motivado. Esse elo entre Celsinho e Londrina foi criado com muito amor. Desde o final de 2012, quando foi imposto todo o projeto, tudo o que o clube almejava para a sequência”
Em 2021, o jogador alegou por três vezes ter sofrido injúrias raciais durante a disputa do Campeonato Brasileiro da Série B nos jogos contra o Goiás e contra o Remo, mas foi contra o Brusque que o caso ganhou maior repercussão e foi objeto de discussão no Ministério Público, onde as denúncias foram realizadas e distribuídas para as promotorias de Goiás, Pará e Santa Catarina. 

### Lemense
Após a passagem pelo Londrina, foi contratado pelo Lemense para a temporada de 2022.

## Títulos
Lokomotiv Moscou
- Copa da Rússia: 2007

Sporting
- Taça de Portugal: 2007-08
- Supertaça Cândido de Oliveira: 2007-08

Londrina
- Campeonato do Interior Paranaense: 2013, 2015, 2017
- Campeonato Paranaense: 2014, 2021
- Primeira Liga do Brasil:2017

Paysandu
- Taça Cidade de Belém: 2016
- Campeonato Paraense: 2016
- Copa Verde: 2016